# Synagoge (Krakow am See)

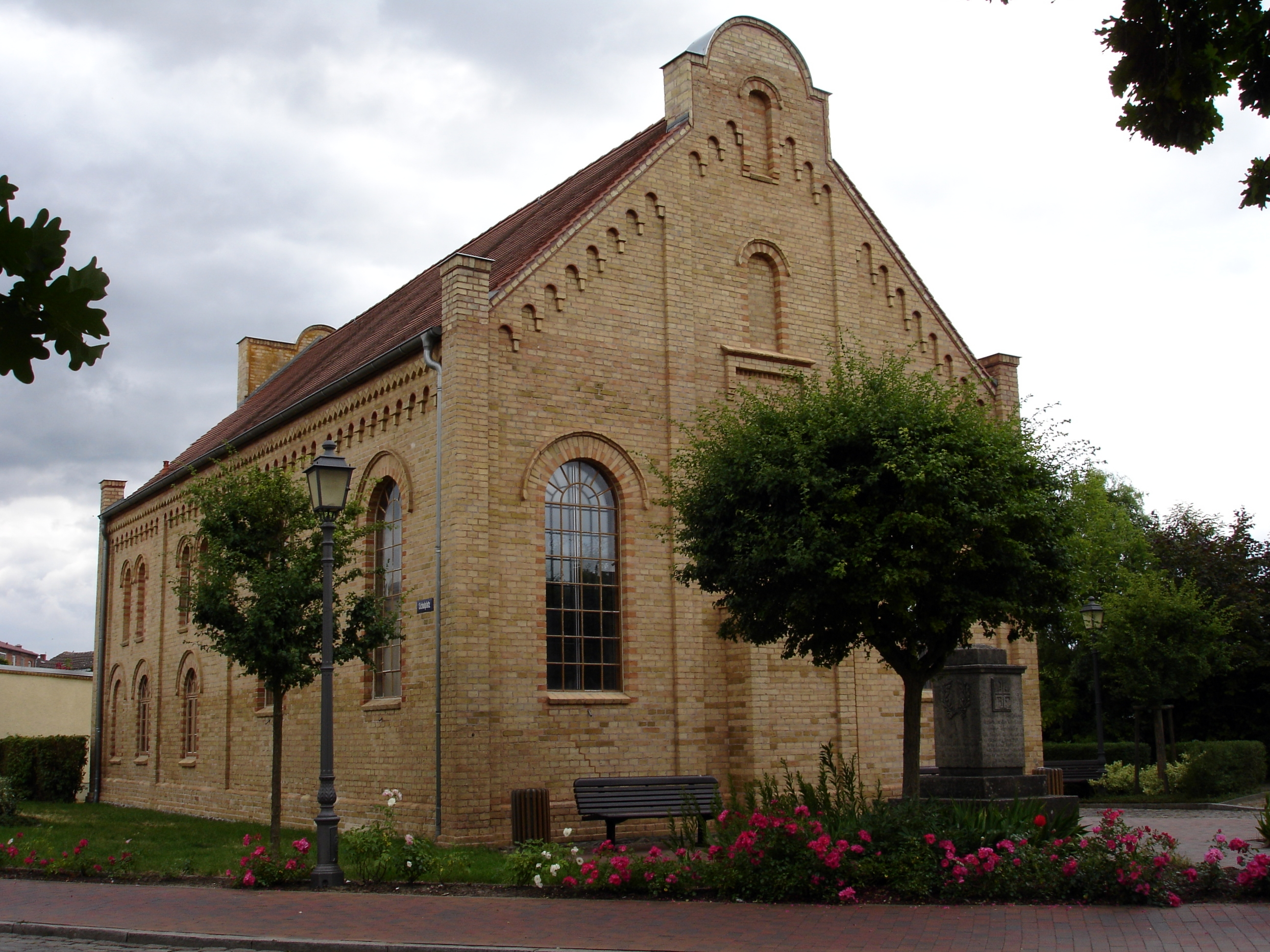
Synagoge in Krakow am See (2008)

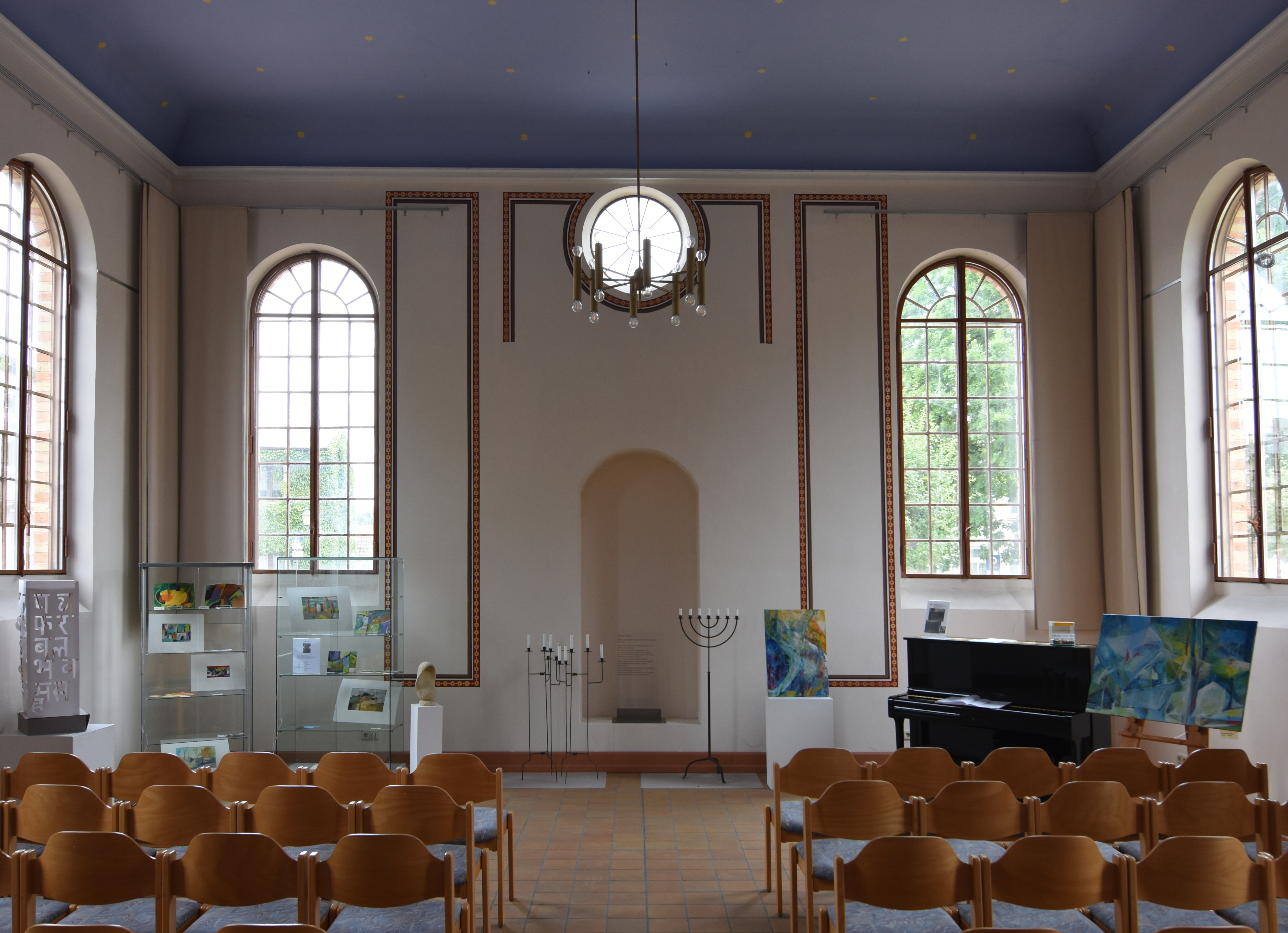
Innenansicht

Die Synagoge in Krakow am See beherbergt das Kulturhaus des Ortes und ist ein geschütztes Baudenkmal.
Nachdem die jüdische Gemeinde des Ortes ab 1820 rund dreißig Jahre ein anderes Gebäude als Gotteshaus genutzt hatte, beschloss sie nach einem erfolgreichen Spendenaufruf den Neubau einer Synagoge an der ehemaligen Plauer Straße 7, dem heutigen Schulplatz.
Die Synagoge, ein eingeschossiger
neuromanischer Bau mit gelber Klinkerfassade und Satteldach, wurde im Dezember 1866 von Landesrabbiner Salomon Cohn feierlich eingeweiht. Nach der Abwanderung  und Emigration eines Großteils der Gemeindemitglieder bis Ende des 19. Jahrhunderts wurde der Unterhalt des Gebäudes für die Gemeinde finanziell nicht mehr tragbar. 1911 fand in der Synagoge das letzte jüdische Neujahrsfest statt. 1920 wurde das Gebäude mit der Auflage an die Stadt verkauft, es für öffentliche Zwecke zu nutzen. Es wurde danach mehrere Jahrzehnte als Turnhalle, kurzzeitig auch als Saal für die katholische Gemeinde, genutzt. Durch den Verkauf überstand das Gebäude die Reichspogromnacht 1938 unbeschadet und wurde äußerlich baulich nur wenig verändert. Seit 1986 befindet sich im Synagogengebäude das Kulturhaus.